# Davis Cup 1934
In 1934 werd het toernooi om de Davis Cup  voor de 29e keer gehouden. De Davis Cup is het meest prestigieuze tennistoernooi voor landen dat sinds 1900 elk jaar wordt georganiseerd.
Verenigd Koninkrijk won voor de 7e keer de Davis Cup (destijds nog de International Lawn Tennis Challenge genoemd) door in de finale de Verenigde Staten met 4-1 te verslaan.
De deelnemers strijden in twee verschillende regionale zones tegen elkaar. De twee zonewinnaars spelen in het interzonaal toernooi tegen elkaar. De winnaar daarvan speelt tegen de regerend kampioen om de Davis Cup.

## Finale
Verenigd Koninkrijk -  Verenigde Staten 4-1 (Wimbledon, London, Engeland, 28-31 juli)

## Interzonaal Toernooi
Verenigde Staten -  Australië 3-2 (Wimbledon, London, Engeland, 21-25 juli)

## België
België speelt in het regionale kwalificatietoernooi.
| datum      | tegenstander | uitslag | locatie | groep  | ronde    | winst/verlies |
| ---------- | ------------ | ------- | ------- | ------ | -------- | ------------- |
| 22-07-1934 | Polen        | 1-4     | uit     | EUR QR | 1e ronde | v             |

België werd al in de eerste ronde uitgeschakeld en speelt ook volgend jaar in het regionale kwalificatietoernooi.

## Nederland
Nederland speelt in het regionale kwalificatietoernooi.
| datum      | tegenstander | uitslag | locatie | groep  | ronde       | winst/verlies |
| ---------- | ------------ | ------- | ------- | ------ | ----------- | ------------- |
| 26-08-1934 | Zweden       | 3-2     | uit     | EUR QR | kwartfinale | w             |
| 05-08-1934 | Monaco       | 4-1     | thuis   | EUR QR | 2e ronde    | w             |

Nederland won alle wedstrijden in het regionale kwalificatietoernooi en promoveerde daardoor terug naar het regionale hoofdtoernooi.
| niveau 1 | niveau 2 | niveau 3 | niveau 4 | niveau 5 |

Algemeen · Opzet · Finales · Winnaars 
 België ·  Nederland ·  Aruba ·  Nederlandse Antillen 

1900 · 1901 · 1902 · 1903 · 1904 · 1905 · 1906 · 1907 · 1908 · 1909 · 1910 · 1911 · 1912 · 1913 · 1914 · 1915 · 1916 · 1917 · 1918 · 1919 · 1920 · 1921 · 1922 · 1923 · 1924 · 1925 · 1926 · 1927 · 1928 · 1929 · 1930 · 1931 · 1932 · 1933 · 1934 · 1935 · 1936 · 1937 · 1938 · 1939 · 1940 · 1941 · 1942 · 1943 · 1944 · 1945 · 1946 · 1947 · 1948 · 1949 · 1950 · 1951 · 1952 · 1953 · 1954 · 1955 · 1956 · 1957 · 1958 · 1959 · 1960 · 1961 · 1962 · 1963 · 1964 · 1965 · 1966 · 1967 · 1968 · 1969 · 1970 · 1971 · 1972 · 1973 · 1974 · 1975 · 1976 · 1977 · 1978 · 1979 · 1980 · 1981 · 1982 · 1983 · 1984 · 1985 · 1986 · 1987 · 1988 · 1989 · 1990 · 1991 · 1992 · 1993 · 1994 · 1995 · 1996 · 1997 · 1998 · 1999 · 2000 · 2001 · 2002 · 2003 · 2004 · 2005 · 2006 · 2007 · 2008 · 2009 · 2010 · 2011 · 2012 · 2013 · 2014 · 2015 · 2016 · 2017 · 2018 · 2019 · 2020-2021 · 2022 · 2023 · 2024 · 2025